# ヘアメレイン (路面電車車両)
ヘアメレイン（オランダ語: HermeLijn）は、ベルギーの公共交通事業者であるドゥ・レイン（De Lijn）が運営する路面電車路線で使用されている電車の愛称。同事業者で初となる、車内の一部が低床構造となっている超低床電車（部分超低床電車）で、製造メーカーからはMGT6という形式名も与えられている。

## 導入までの経緯
ドゥ・レインは1991年に設立された、ベルギーのフランデレン地域で路面電車や路線バスを運営する公共交通事業者で、そのうち路面電車路線にはアントウェルペン市電（アントウェルペン）、ヘント市電（ヘント）、ベルギー沿岸軌道（デ・パンネ - クノック＝ヘイスト間）が存在する。これらの中でアントウェルペン市電やヘント市電では長らくPCCカーが主力車両として使用されていたが、老朽化に加えて床上高さが高く乗降時にステップを経る必要がある事からバリアフリーの面で難があり、段差なしで乗降が可能な超低床電車が求められるようになった。そこでシーメンスやボンバルディア・トランスポーテーションなどの鉄道車両メーカーはコンソーシアムを組み、1次車となる45両分の発注を獲得し、以降長期に渡って両社が製造する超低床電車「ヘアメレイン（HermeLijn）」が導入される事となった。愛称の「ヘアメレイン」はオコジョを意味し、導入の際にドゥ・レインによって命名されたものである。
「ヘアメレイン」の開発にあたって結成されたコンソーシアムに参加した企業は以下の通りである。また、車体デザインはアントウェルペンのインダストリアル企業であるエントヴェン・アソシエイツ（Enthoven Associates）が手掛けている。
- シーメンスAG - 代表企業。制御システム、回路、空調装置、制動装置の設計・製造を担当。
- シーメンスSGP - 台車の設計・製造を担当。
- アドトランツ（→ボンバルディア） - 主電動機、駆動装置、制御装置の設計・製造を担当。
- ボンバルディアDWA - 車体設計・製造を担当。

## 概要
「ヘアメレイン」は、台車が存在する全長が短い車体が台車がなく全長が長いフローティング車体を挟む5車体連接式で、動力台車が設置されている前後車体を除いた車内全体の70 %が床上高さ350 mmの低床構造となっている部分超低床電車である。導入された路線の条件に応じて片運転台車両（MGT6-1）と両運転台車両（MGT6-2）が製造されており、前者は乗降扉が右側面のみに設置されている一方、着席定員数が多くなっている。
車体は全溶接構造の軽量鋼によって構成され、外板にはメンテナンスが容易な繊維強化プラスチックが用いられる。座席配置はクロスシートで、プラスチック製の座席には洗浄や掃除が容易な色調のシートが張られている。また、フローティング車体には車椅子が設置可能なフリースペースが確保されており、通路の幅も800 mmと広く取られている。乗降扉は両開き式プラグドア（幅1,300 mm）低床構造となっているフローティング車体に2箇所づつ、編成全体では4箇所設置されており、前方車体（MGT6-1）もしくは前後車体（MGT6-2）の運転台側には1段のステップが存在する片開き式プラグドアが存在する。
側窓は日光の差し込みを制限し、防音・断熱効果も有する大型着色二重ガラスが用いられ、上部は外側に開閉可能な構造となっている（自然換気）。また、暖房および強制換気機能を有する空調装置も完備されている他、座席下部にもヒーターが設置されている。
前後車体に設置されている動力台車には水冷式三相誘導電動機が車軸に対して2基配置され、中空軸やリンク継手を介して車軸に動力が伝えられる（リンク式駆動方式）他、制動装置としてディスクブレーキが配置されている。一方、中間車体に設置される付随台車には車軸がなく（独立車輪式台車）、制動装置も各車輪の外側に設置されている。これらの台車は軸ばねにゴムばねやコイルばね、枕ばねに空気ばねを用いる2次サスペンション方式を用いる事で、50 km/h走行時の内部騒音を65 dB（A）に抑え、車内の騒音を低く抑えている。主電動機や空調装置、制御装置、補助電源装置などの電気機器は、シーメンスが開発・展開する中央制御システムの「SIBAS 32」によって制御・管理・自動診断が行われ、情報は運転台に設置されたディスプレイに表示される。
これらの設計は、ドイツのドレスデン市電向けに製造されたNGT 6 DD形が基となっている。

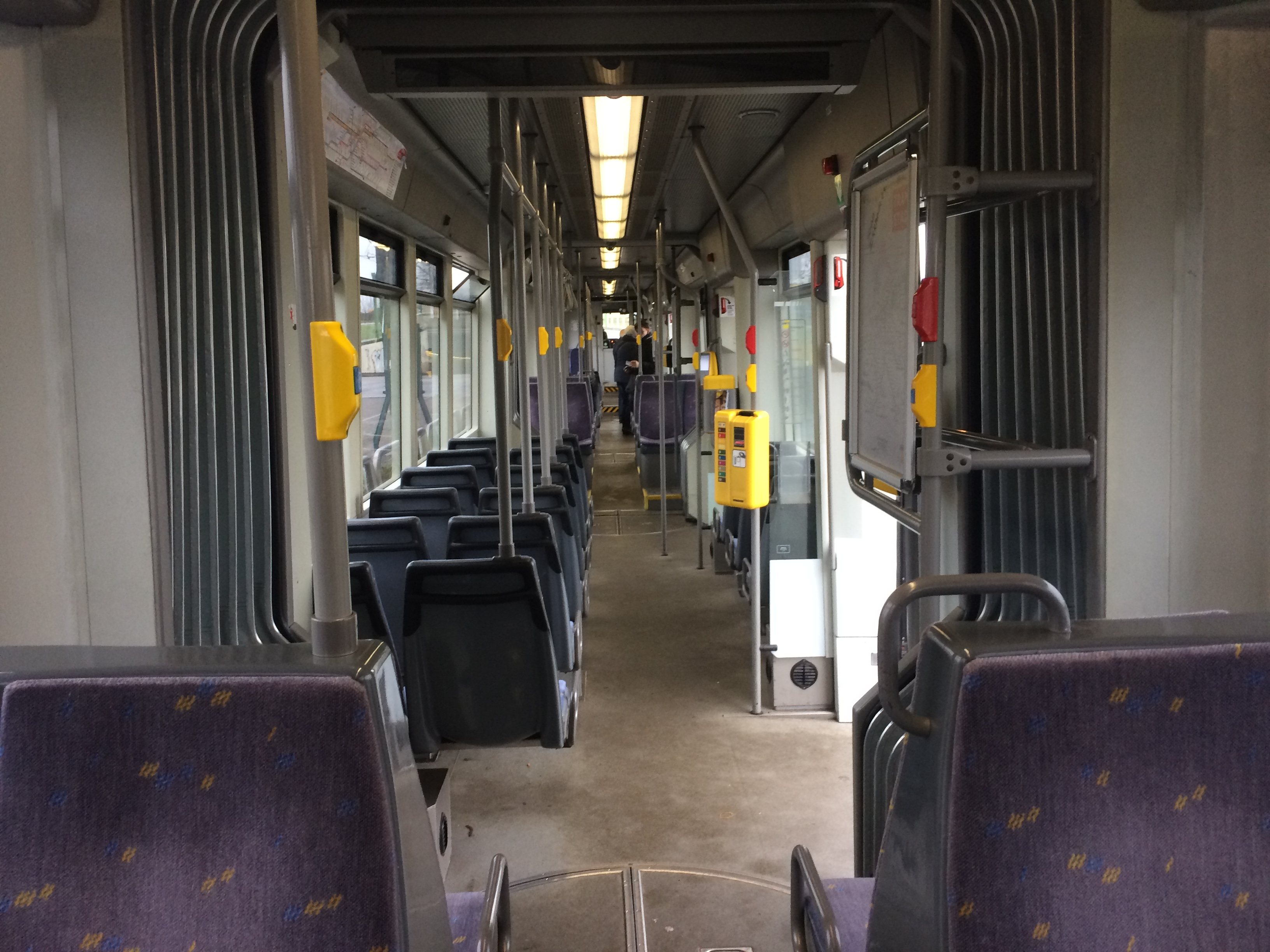
車内（アントウェルペン）
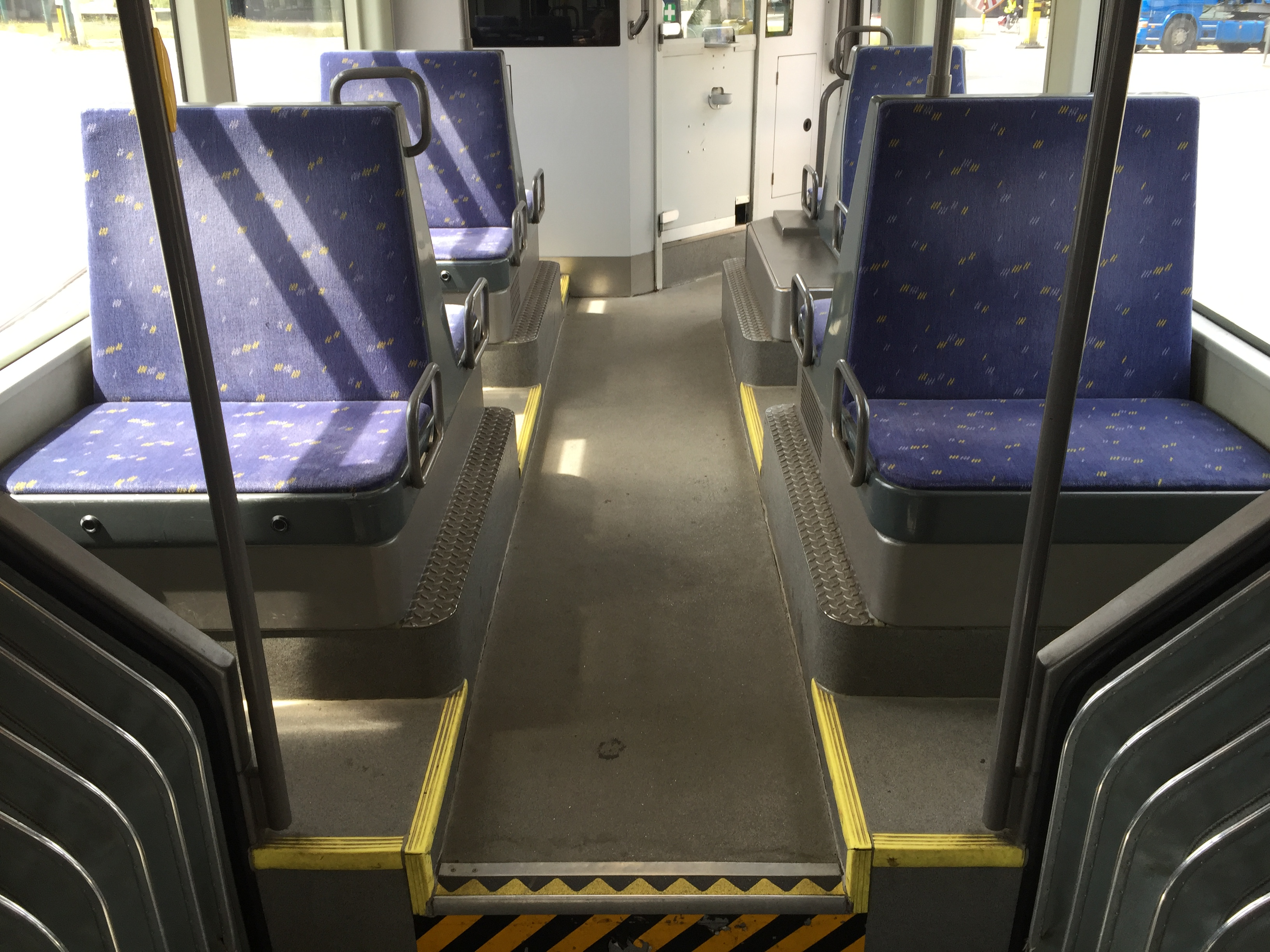
車内（前方車体）（アントウェルペン）
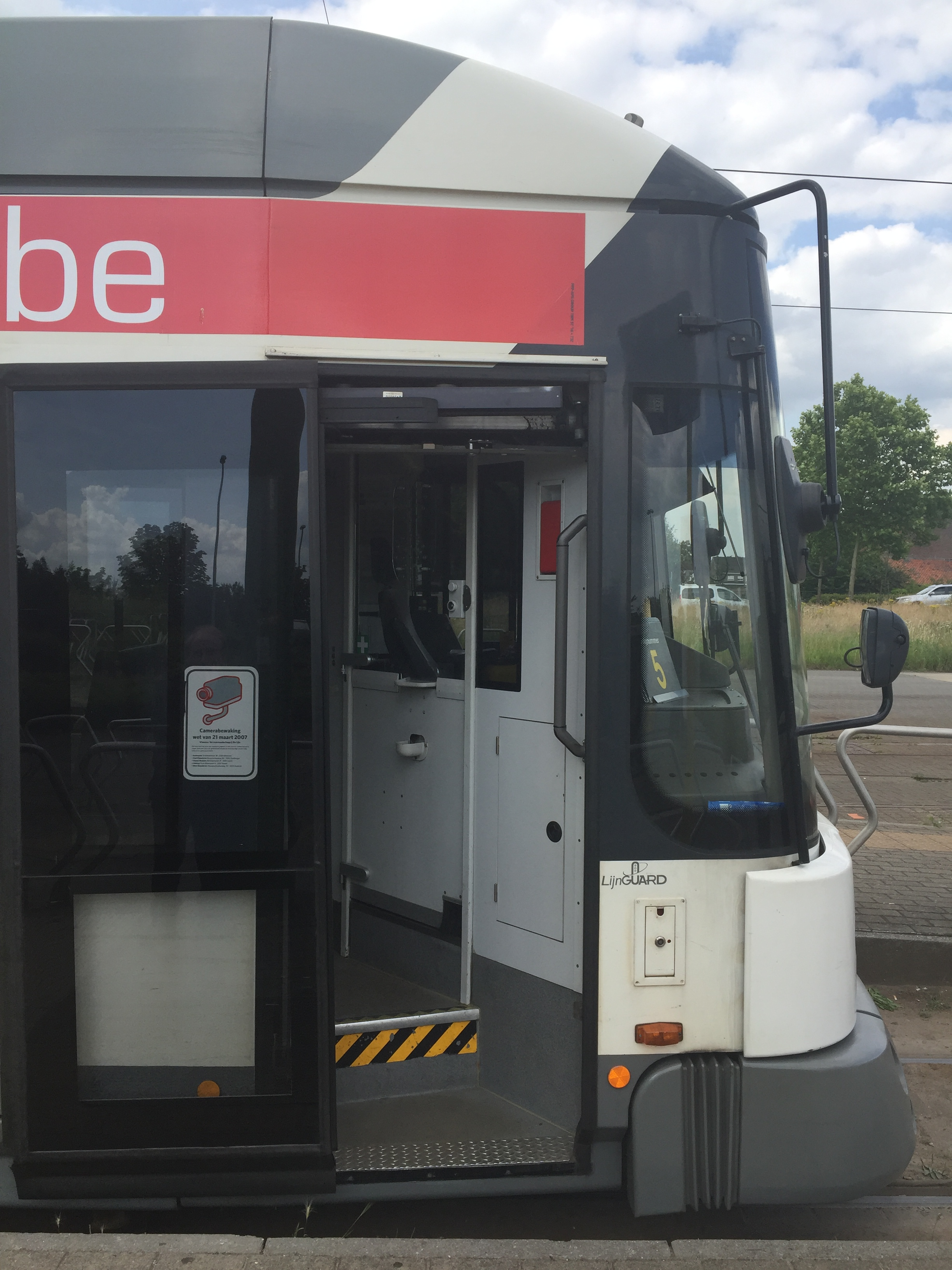
前方の乗降扉付近には1段のステップが存在する（アントウェルペン）

## 運用
「ヘアメレイン」は1999年から2012年まで4次に渡って、アントウェルペンとヘントの路面電車網へ導入が行われた。これらの車両は導入時期により車内や機器に僅かな差異が存在する他、2005年に1次車の構体に亀裂が発見された事から以降の増備車は設計の強化がなされ、1次車45両も同様の改造を受けている。

### アントウェルペン

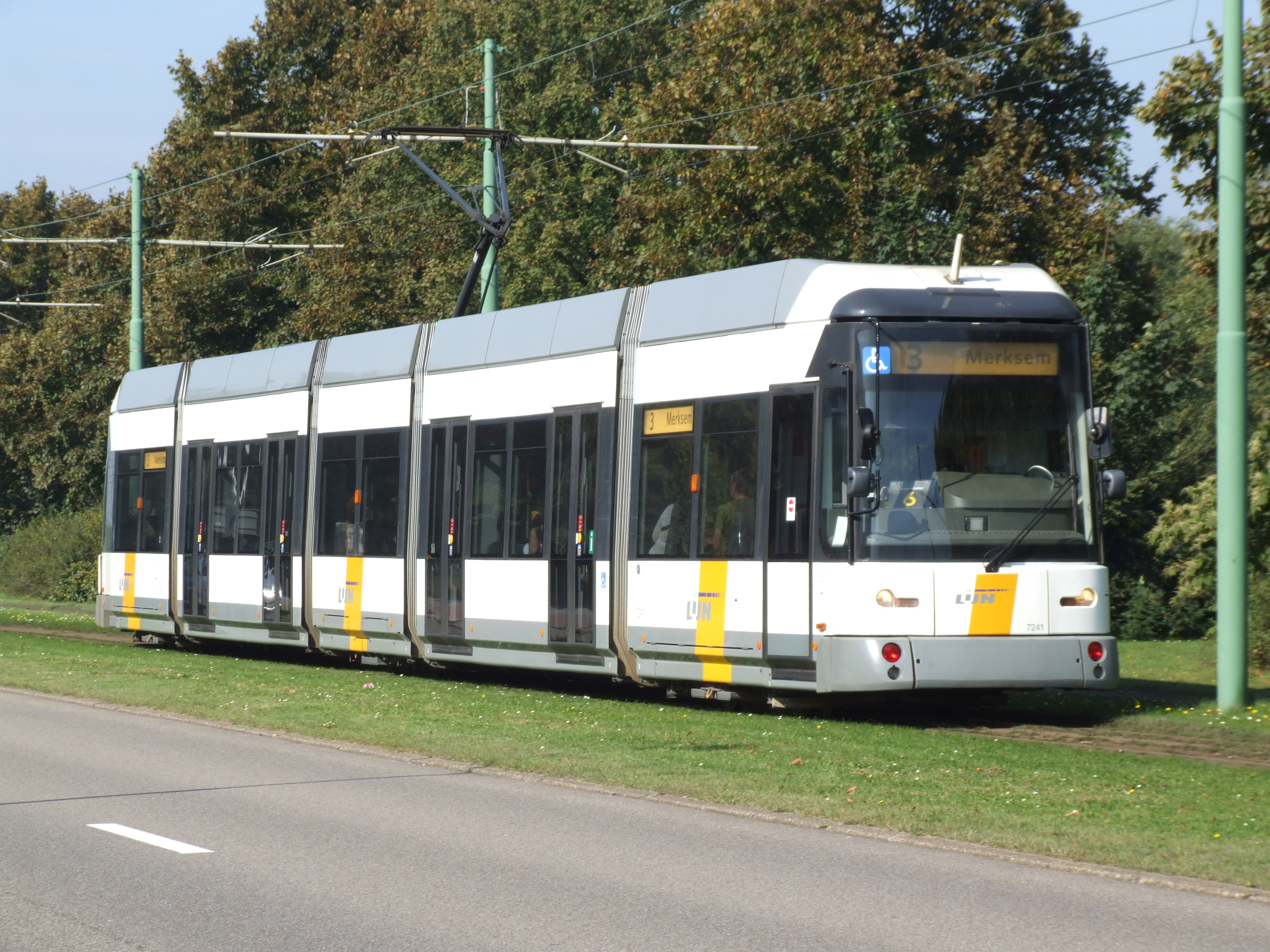
7241（2005年撮影）

アントウェルペン市内の路面電車・アントウェルペン市電には片運転台車両（MGT6-1）が導入され、1999年から2012年までに合計84両（7201 - 7284）が導入された。利用客の増加と慢性的な混雑に対応するため、アントウェルペン市電では超低床電車の更なる増備に加えて2017年11月以降2両の「ヘアメレイン」を連結した「スーパートラム（Supertram）」が使用されており、2020年までに全車に対し総括制御への対応を始めとする改造を実施し、常時連結運転を行う予定である。

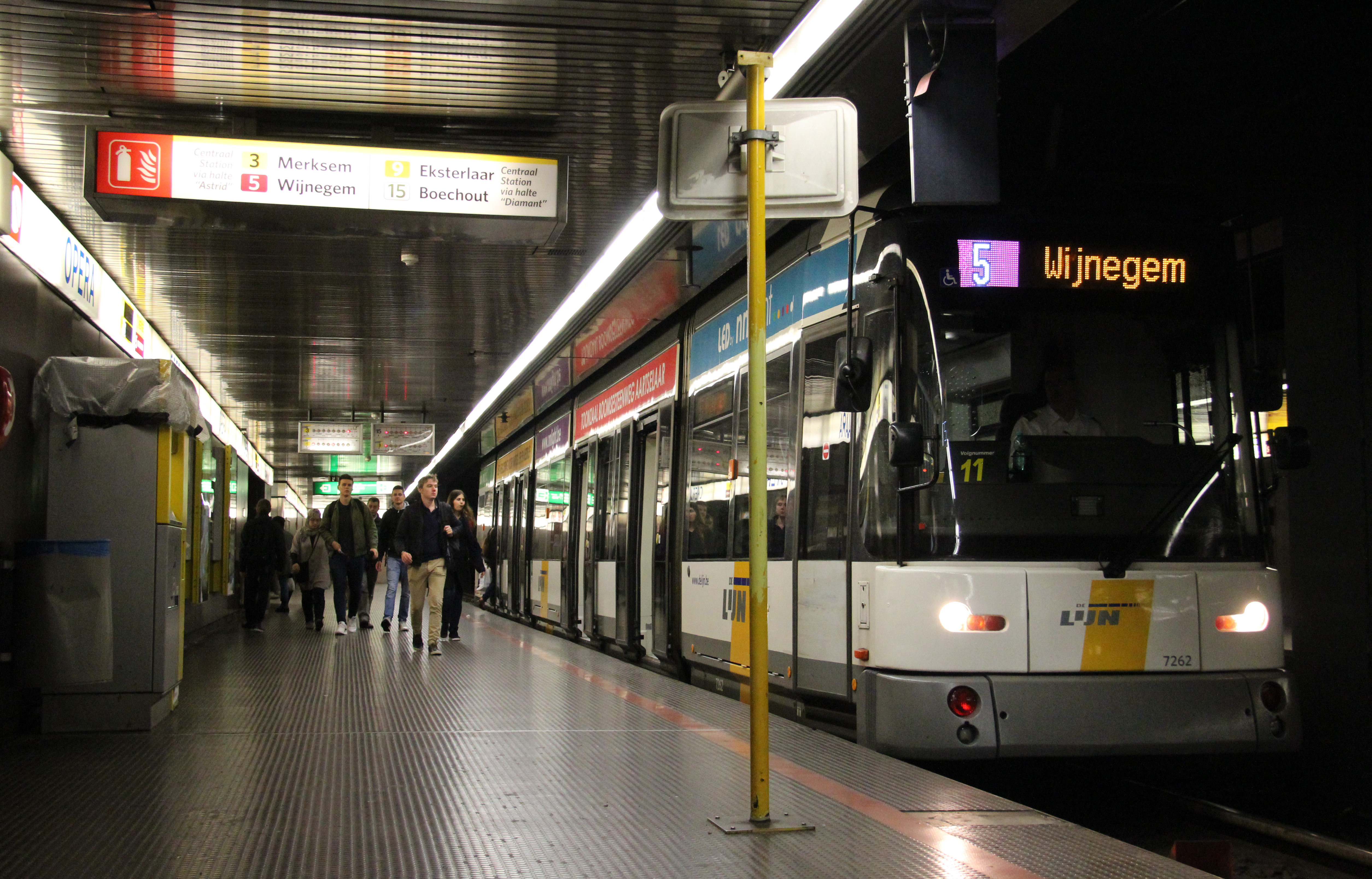
7262（2016年撮影）
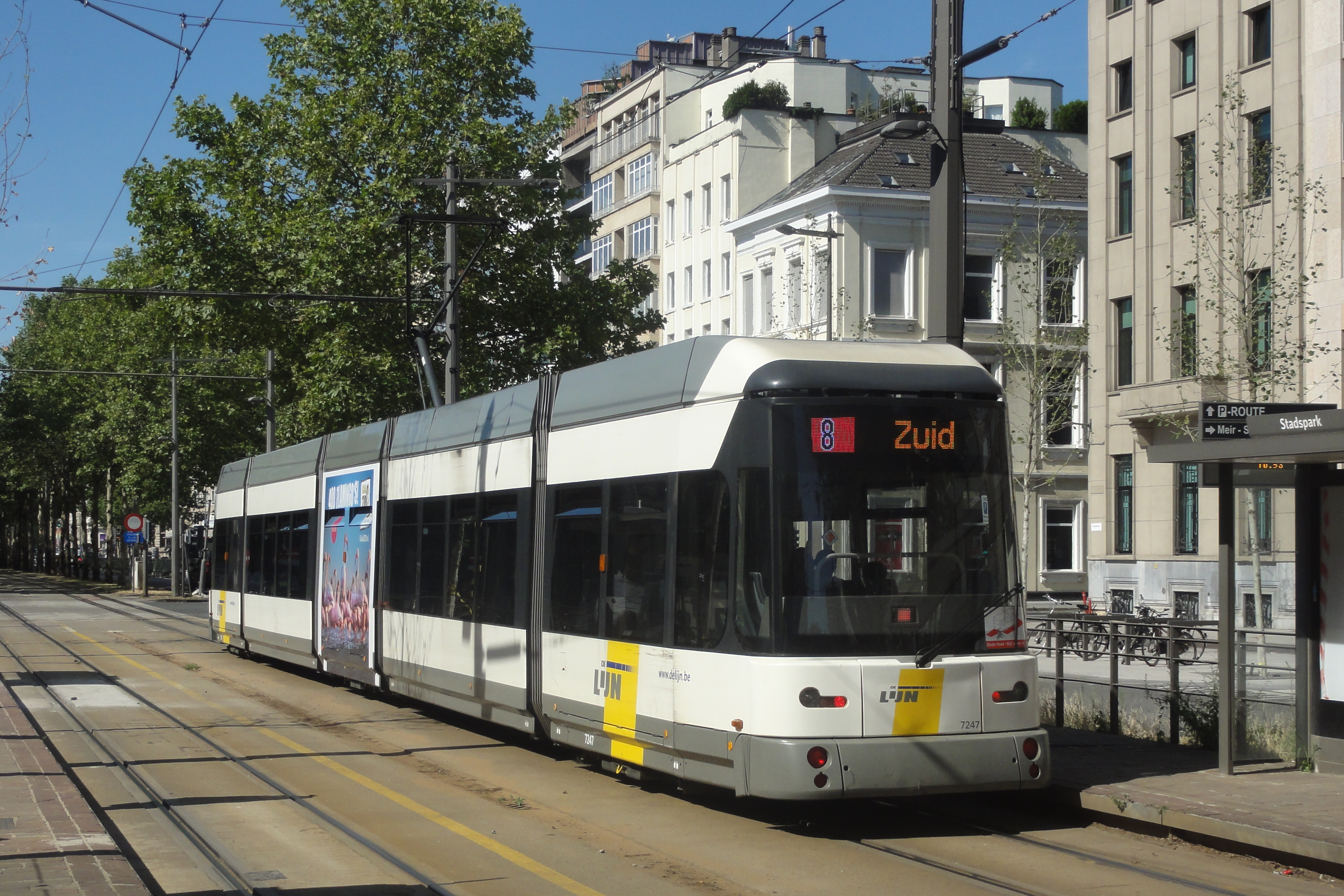
7247（2019年撮影）

### ヘント

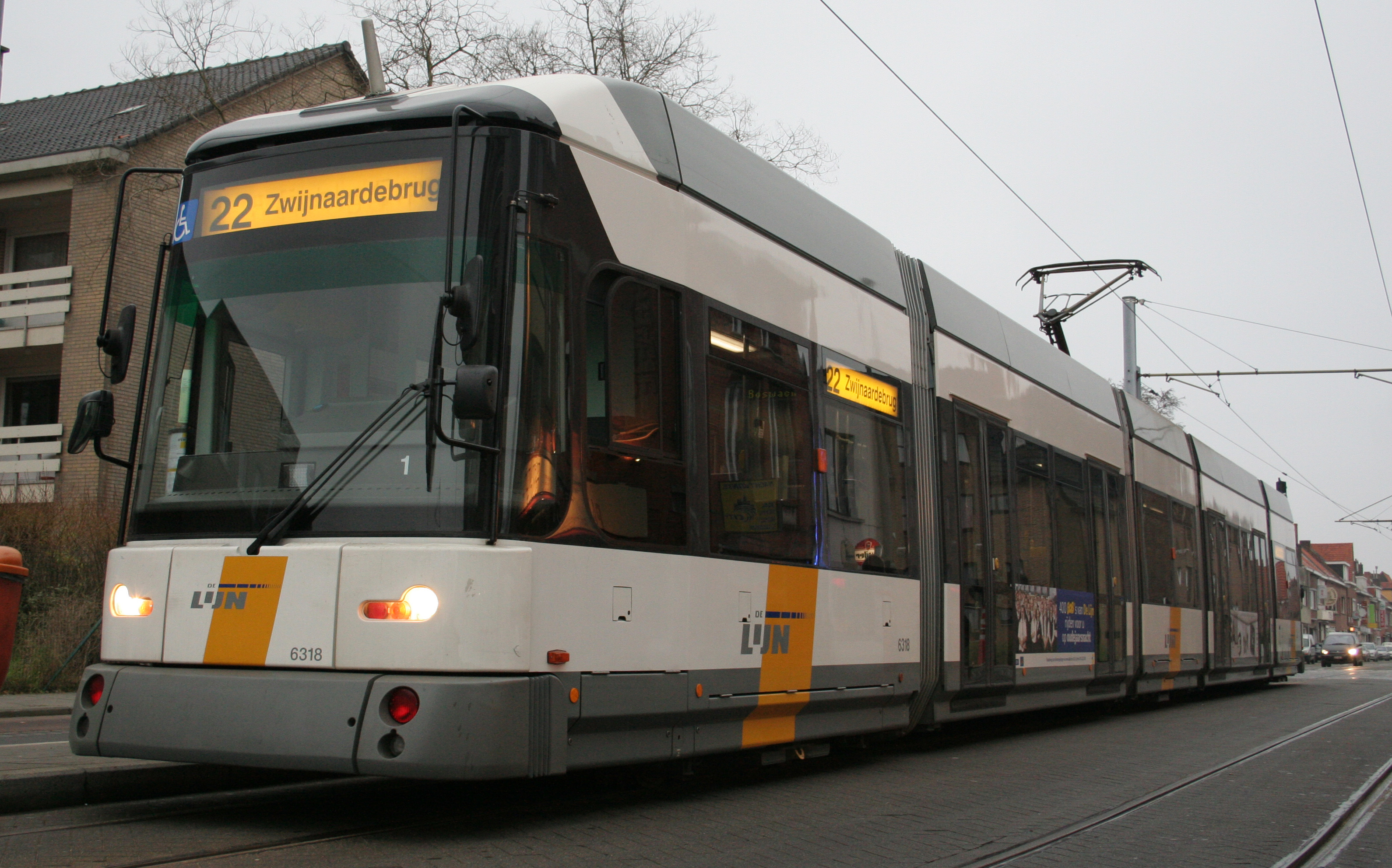
6318（2006年撮影）

ヘント市内の路面電車・ヘント市電には2000年から2007年にかけて両運転台車両（MGT6-2）が導入され、2020年現在41両（6301 - 6341）が在籍する。

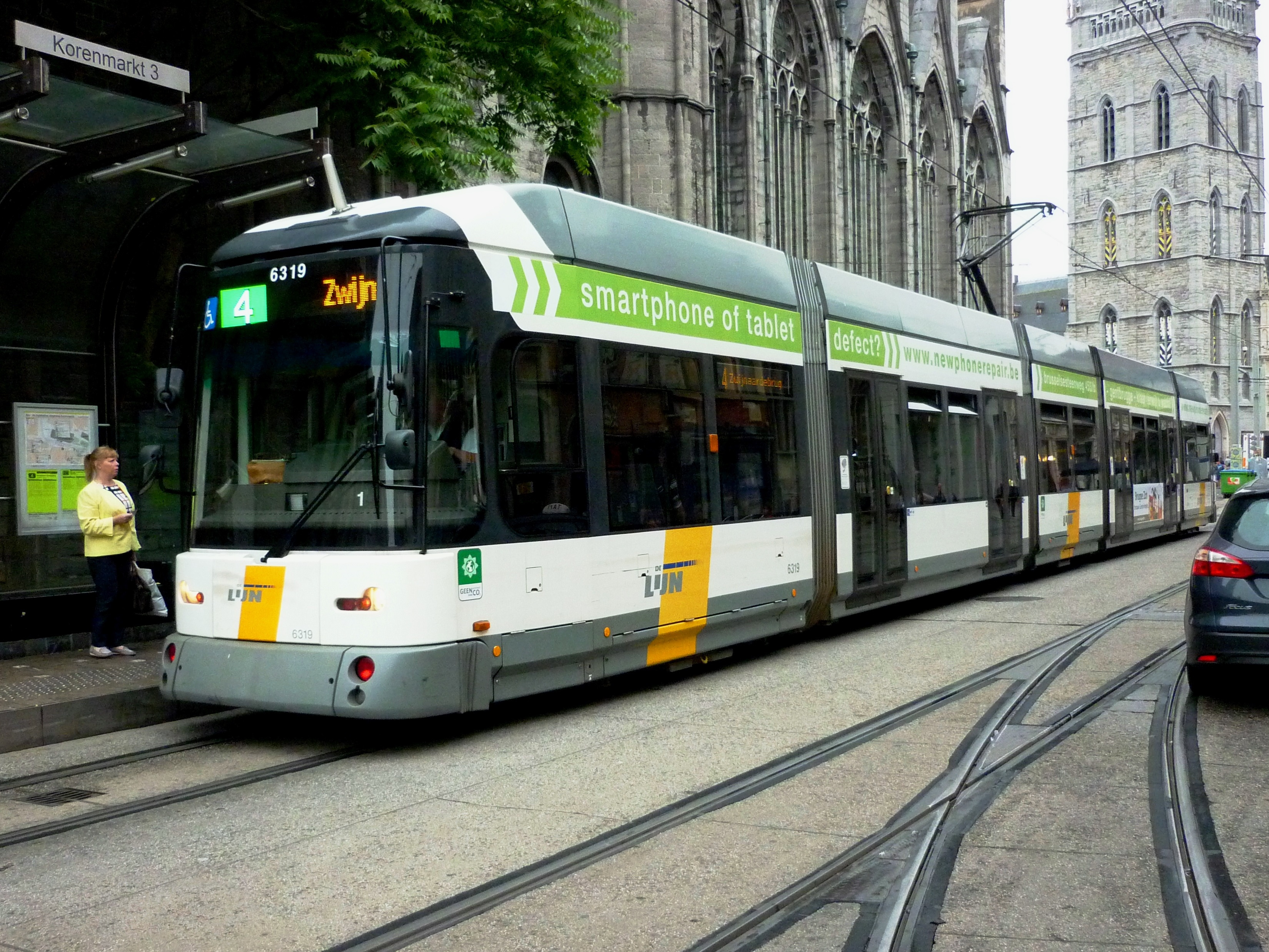
6319（上部ラッピング塗装、2015年撮影）
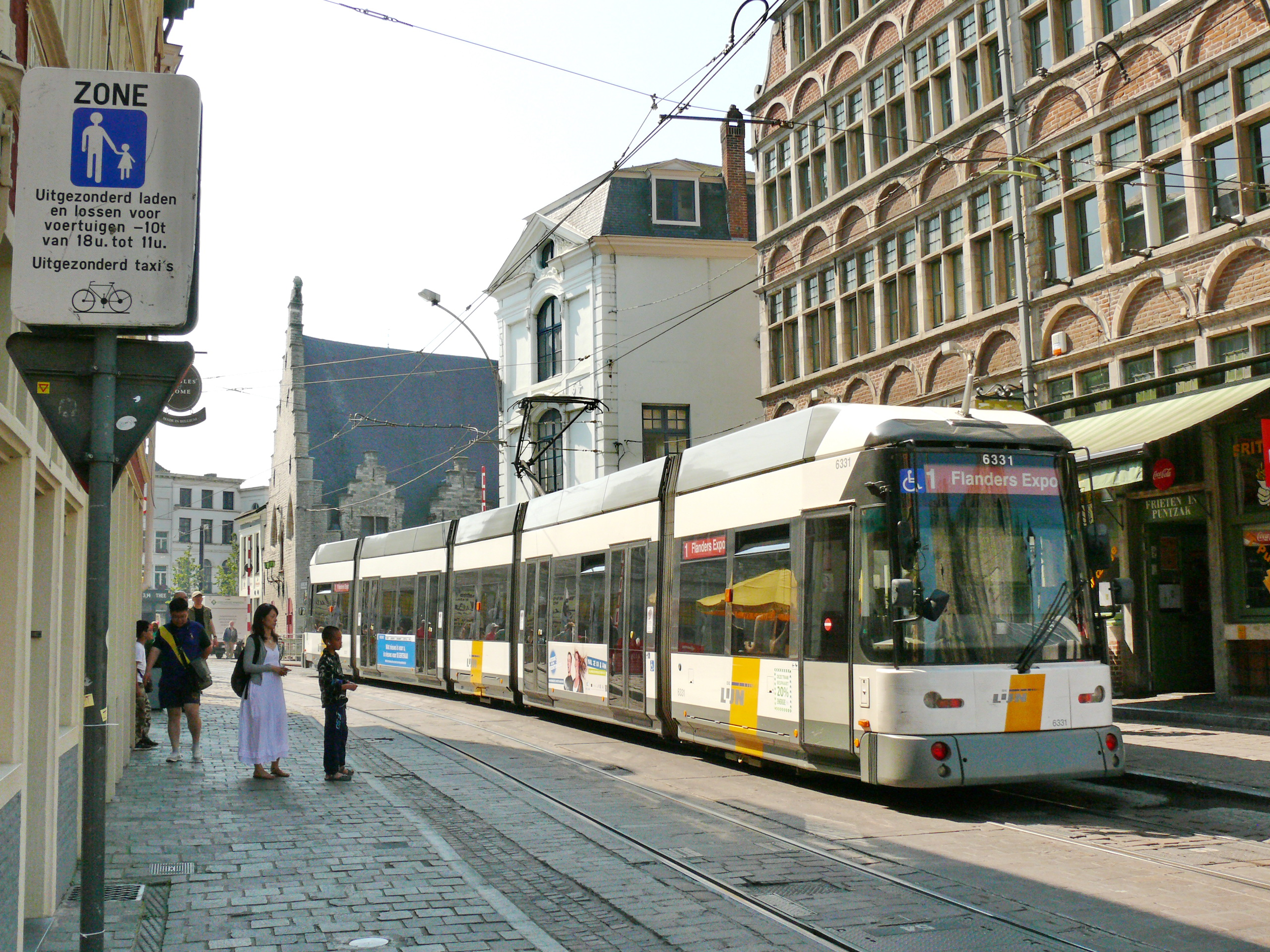
6331（2012年撮影）

### ベルギー沿岸軌道

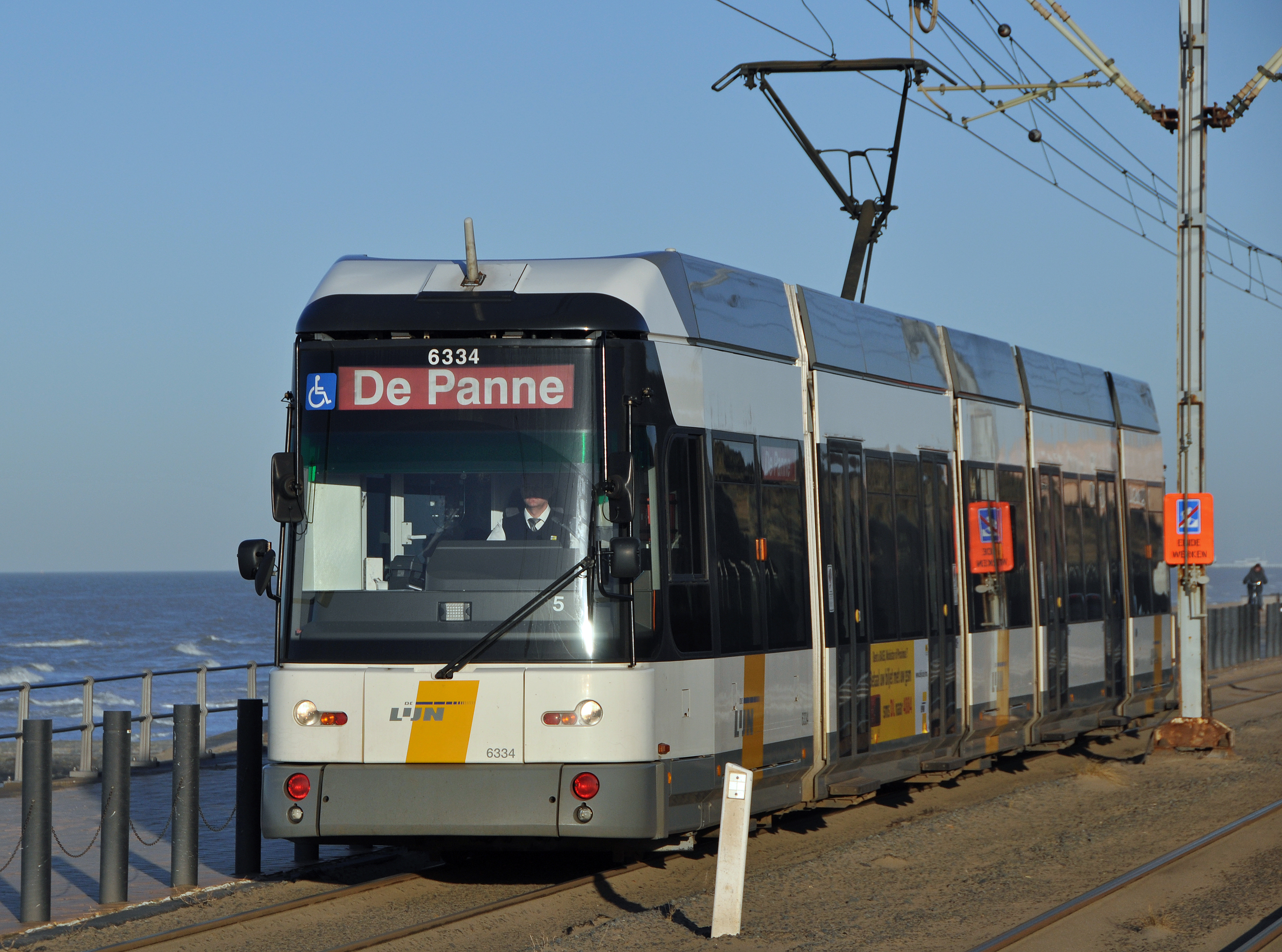
6334（←ヘント）（2011年撮影）

ベルギー沿岸軌道では2005年以降、利用者が増加する夏季限定でアントウェルペン市電やヘント市電からトレーラーで輸送された「ヘアメレイン」が使用されている。最大250人という高い収容力が大量輸送に貢献している一方、ベルギー沿岸軌道の在来車よりも車幅が200 mm程狭い事から、営業運転の際にはプラットホームへのステップの一時的な増設などの対応が行われている。

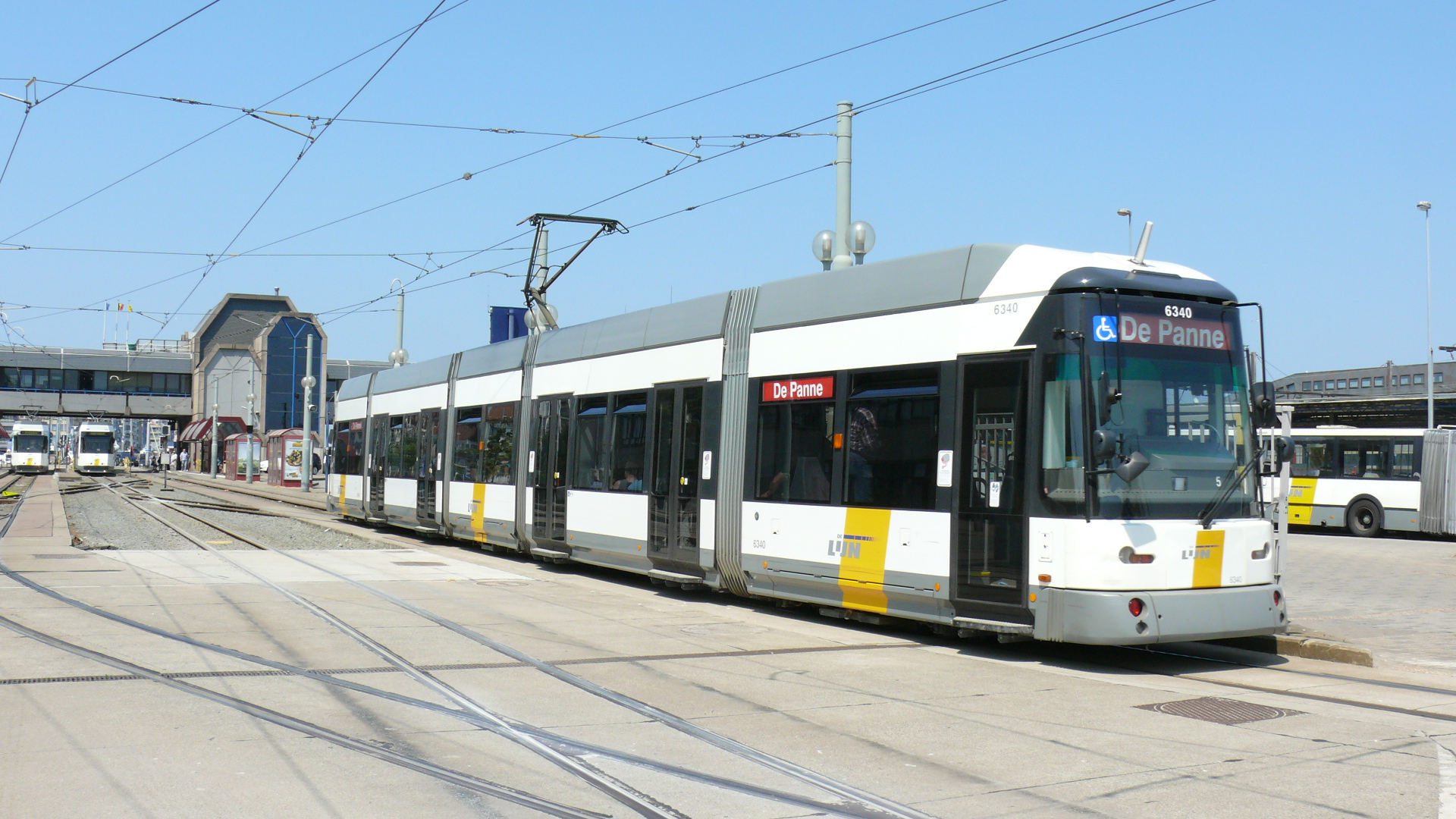
6340（←ヘント）（2010年撮影）